# Ingo von Koerber
Ingo von Koerber (* 13. September 1890 in Groß Plowenz (Płowęż); † 10. Juni 1978 in Barop) war ein deutscher Politiker der DDR-Blockpartei LDPD. Er war Vorsitzender des LDP-Landesvorstandes Brandenburg und Finanz- und Gesundheitsminister von Brandenburg.

## Leben
Ingo von Koerber besuchte das Gymnasium und legte das Abitur ab. Er war dann zunächst als Landwirt tätig. 1919 trat er der DDP bei. Nach einem Studium der Rechte war er als Jurist tätig. 1933 wurde er von den Nationalsozialisten wegen „politischer Unzuverlässigkeit“ als Richter entlassen. Von 1940 bis 1945 war er als Angestellter in einem Industrieunternehmen tätig.
Nach Kriegsende trat er 1945 der LDP bei. Ab April 1946 war er Organisationsleiter, von März 1947 bis Juli 1948 Zweiter Vorsitzender und von Juli 1948 bis 1951 schließlich Erster Vorsitzender des Landesvorstandes der LDPD Brandenburg. Von Dezember 1949 bis November 1950 war er Minister der Finanzen und von November 1950 bis Juli 1952 Minister für Gesundheitswesen des Landes Brandenburg. 1952/1953 war er Vorsitzender des Bezirksvorstandes der LDPD Frankfurt (Oder) und ab 1952 stellvertretender Vorsitzender des Rats des Bezirks Frankfurt (Oder).
Von 1946 bis 1952 gehörte er dem Brandenburger Landtag an und war dort von 1950 bis 1952 Vorsitzender des Geschäftsordnungsausschusses. Von 1948 bis 1954 war er zudem Mitglied des Volksrates bzw. der Volkskammer der DDR. Am 31. Oktober 1960 überreichte ihm Walter Ulbricht im Beisein von Erich Mielke, anlässlich seines 70. Geburtstages, den Vaterländischen Verdienstorden in Bronze. 1965 erhielt er den Vaterländischen Verdienstorden in Silber.
1970 übersiedelte von Koerber im Rahmen einer Familienzusammenführung in die Bundesrepublik Deutschland.